# Zapasy na Letnich Igrzyskach Olimpijskich 1912 – waga lekka w stylu klasycznym mężczyzn
Turniej zapaśniczy mężczyzn w wadze lekkiej w stylu klasycznym był jedną z pięciu konkurencji zapaśniczych rozegranych na V Letnich Igrzyskach Olimpijskich w Sztokholmie w 1912 roku. Turniej rozpoczął się 6, a skończył 15 lipca. Złoto zdobył reprezentant Wielkiego Księstwa Finlandii Emil Väre.
Turniej został rozegrany zgodnie z zasadą "podwójnej eliminacji" - zawodnik po przegranej walce nie odpadał z turnieju. Miało to miejsce dopiero po drugiej porażce. Gdy w turnieju pozostało jedynie trzech zawodników, rozegrano rundę finałową, gdzie walczył każdy z każdym, co pozwoliło ustalić kolejność na podium.

## Rezultaty

### Runda pierwsza
| Przegrane | Zwycięzca          | Przegrany            | Przegrane |
| --------- | ------------------ | -------------------- | --------- |
| 0         | József Sándor      | Carl Johnson         | 1         |
| 0         | Johan Nilsson      | Ludwig Sauerhöfer    | 1         |
| 0         | Herbrand Lofthus   | Raymond Cabal        | 1         |
| 0         | Edvin Mathiasson   | Andreas Dumrauf      | 1         |
| 0         | Volmar Wikström    | Eugène Lesieur       | 1         |
| 0         | Dezső Orosz        | Rudolf Rydström      | 1         |
| 0         | Paul Tirkkonen     | Josef Stejskal       | 1         |
| 0         | Gustaf Malmström   | Vihtori Urvikko      | 1         |
| 0         | Ernő Márkus        | Arthur Gould         | 1         |
| 0         | Frederik Hansen    | Árpád Szántó         | 1         |
| 0         | Viktor Fischer     | Thorbjørn Frydenlund | 1         |
| 0         | Armas Laitinen     | Gottfrid Svensson    | 1         |
| 0         | Bror Flygare       | Karel Halík          | 1         |
| 0         | Ödön Radvány       | August Kippasto      | 1         |
| 0         | Jan Balej          | William Ruff         | 1         |
| 0         | Richard Frydenlund | William Lupton       | 1         |
| 0         | Alfred Salonen     | Jean Bouffechoux     | 1         |
| 0         | Emil Väre          | Georg Baumann        | 1         |
| 0         | Oskar Kaplur       | Bill Hayes           | 1         |
| 0         | Alessandro Covre   | Ville Pukkila        | 1         |
| 0         | Tatu Kolehmainen   | Thorvald Olsen       | 1         |
| 0         | Aatami Tanttu      | Johannes Eillebrecht | 1         |
| 0         | Hugo Björklund     | Robert Phelps        | 1         |
| 0         | Carl Lund          | Bruno Heckel         | 1         |

### Runda druga
Arthur Gould i Árpád Szántó zrezygnowali z udziału w dalszych walkach po swoich pierwszych porażkach.
| Przegrane | Zwycięzca          | Przegrany            | Przegrane |
| --------- | ------------------ | -------------------- | --------- |
| 0         | Johan Nilsson      | József Sándor        | 1         |
| 1         | Ludwig Sauerhöfer  | Carl Johnson         | 2         |
| 0         | Edvin Mathiasson   | Raymond Cabal        | 2         |
| 0         | Herbrand Lofthus   | Andreas Dumrauf      | 2         |
| 0         | Dezső Orosz        | Eugène Lesieur       | 2         |
| 0         | Volmar Wikström    | Rudolf Rydström      | 2         |
| 1         | Vihtori Urvikko    | Josef Stejskal       | 2         |
| 0         | Gustaf Malmström   | Paul Tirkkonen       | 1         |
| 0         | Frederik Hansen    | Ernő Márkus          | 1         |
| 0         | Armas Laitinen     | Viktor Fischer       | 1         |
| 1         | Gottfrid Svensson  | Thorbjørn Frydenlund | 2         |
| 1         | Karel Halík        | August Kippasto      | 2         |
| 0         | Ödön Radvány       | Bror Flygare         | 1         |
| 0         | Jan Balej          | William Lupton       | 2         |
| 0         | Richard Frydenlund | William Ruff         | 2         |
| 0         | Alfred Salonen     | Georg Baumann        | 2         |
| 0         | Emil Väre          | Jean Bouffechoux     | 2         |
| 0         | Oskar Kaplur       | Alessandro Covre     | 1         |
| 1         | Ville Pukkila      | Bill Hayes           | 2         |
| 0         | Aatami Tanttu      | Thorvald Olsen       | 2         |
| 0         | Tatu Kolehmainen   | Johannes Eillebrecht | 2         |
| 0         | Carl Lund          | Robert Phelps        | 2         |
| 1         | Bruno Heckel       | Hugo Björklund       | 1         |

### Runda trzecia
Paul Tirkkonen i Bror Flygare zrezygnowali z udziału w kolejnych walkach po swoich pierwszych porażkach w rundzie drugiej.
| Przegrane | Zwycięzca         | Przegrany          | Przegrane |
| --------- | ----------------- | ------------------ | --------- |
| 1         | Ludwig Sauerhöfer | József Sándor      | 2         |
| 0         | Johan Nilsson     | Herbrand Lofthus   | 1         |
| 0         | Volmar Wikström   | Edvin Mathiasson   | 1         |
| 1         | Vihtori Urvikko   | Dezső Orosz        | 1         |
| 0         | Gustaf Malmström  | Ernő Márkus        | 2         |
| 1         | Viktor Fischer    | Frederik Hansen    | 1         |
| 0         | Armas Laitinen    | Karel Halík        | 2         |
| 1         | Gottfrid Svensson | Ödön Radvány       | 1         |
| 0         | Jan Balej         | Richard Frydenlund | 1         |
| 0         | Oskar Kaplur      | Alfred Salonen     | 1         |
| 0         | Emil Väre         | Alessandro Covre   | 2         |
| 1         | Bruno Heckel      | Ville Pukkila      | 2         |
| 0         | Tatu Kolehmainen  | Hugo Björklund     | 2         |
| 0         | Aatami Tanttu     | Carl Lund          | 1         |

### Runda czwarta
| Przegrane | Zwycięzca        | Przegrany          | Przegrane |
| --------- | ---------------- | ------------------ | --------- |
| 0         | Volmar Wikström  | Johan Nilsson      | 1         |
| 1         | Herbrand Lofthus | Ludwig Sauerhöfer  | 2         |
| 1         | Edvin Mathiasson | Dezső Orosz        | 2         |
| 1         | Frederik Hansen  | Vihtori Urvikko    | 2         |
| 0         | Gustaf Malmström | Viktor Fischer     | 2         |
| 1         | Ödön Radvány     | Armas Laitinen     | 1         |
| 0         | Jan Balej        | Gottfrid Svensson  | 2         |
| 1         | Alfred Salonen   | Richard Frydenlund | 2         |
| 0         | Emil Väre        | Oskar Kaplur       | 1         |
| 1         | Carl Lund        | Tatu Kolehmainen   | 1         |
| 1         | Bruno Heckel     | Aatami Tanttu      | 1         |

### Runda piąta
Armas Laitinen wycofał się z udziału w dalszych walkach po swojej pierwszej porażce w rundzie 4.
| Przegrane | Zwycięzca        | Przegrany        | Przegrane |
| --------- | ---------------- | ---------------- | --------- |
| 1         | Johan Nilsson    | Alfred Salonen   | 2         |
| 1         | Edvin Mathiasson | Herbrand Lofthus | 2         |
| 0         | Gustaf Malmström | Volmar Wikström  | 1         |
| 1         | Ödön Radvány     | Frederik Hansen  | 2         |
| 0         | Emil Väre        | Jan Balej        | 1         |
| 1         | Oskar Kaplur     | Aatami Tanttu    | 2         |
| 1         | Tatu Kolehmainen | Bruno Heckel     | 2         |
| 1         | Carl Lund        | wolny los        | —         |

### Runda szósta
| Przegrane | Zwycięzca        | Przegrany        | Przegrane |
| --------- | ---------------- | ---------------- | --------- |
| 1         | Carl Lund        | Volmar Wikström  | 2         |
| 1         | Ödön Radvány     | Johan Nilsson    | 2         |
| 1         | Edvin Mathiasson | Jan Balej        | 2         |
| 0         | Emil Väre        | Gustaf Malmström | 1         |
| 2         | Oskar Kaplur     | Tatu Kolehmainen | 2         |

### Runda siódma
| Przegrane | Zwycięzca        | Przegrany    | Przegrane |
| --------- | ---------------- | ------------ | --------- |
| 2         | Carl Lund        | Ödön Radvány | 2         |
| 1         | Edvin Mathiasson | wolny los    | —         |
| 0         | Emil Väre        | wolny los    | —         |
| 1         | Gustaf Malmström | wolny los    | —         |

### Runda finałowa
| Walka |       | Zwycięzca        | Przegrany        |        |
| ----- | ----- | ---------------- | ---------------- | ------ |
| A     | → C   | Emil Väre        | Edvin Mathiasson | → B    |
| B     | → C   | Gustaf Malmström | Edvin Mathiasson | brąz   |
| C     | złoto | Emil Väre        | Gustaf Malmström | srebro |